# Quilimanjaro (região)
Quilimanjaro (Kilimanjaro) é uma região da Tanzânia. Sua capital é a cidade de Moshi.

## Distritos
- Rombo
- Hai
- Moshi Rural
- Moshi Urbana
- Muanga
- Same

|  |